# 大矢洋一

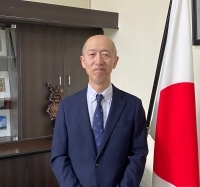
在マラウイ日本国大使館ウェブページより（令和６年１月）

大矢 洋一（おおや よういち、1961年〈昭和36年〉8月16日 - ）は、新潟県出身の日本の外交官。
大臣官房人事課人事企画官などを経て、2022年11月から駐マラウイ大使を務める。

## 略歴
- 1980年　国家公務員採用初級試験合格
- 1980年6月　国立長岡工業高等専門学校電気工学科中退
- 1980年7月　外務省入省
- 2004年10月　中東アフリカ局中東第一課 課長補佐
- 2007年9月　在ザンビア日本国大使館 一等書記官
- 2008年1月　在マラウイ日本国大使館 一等書記官
- 2010年11月　在タイ日本国大使館 一等書記官
- 2014年12月　大臣官房人事課 上席専門官
- 2017年4月　大臣官房人事課企画官
- 2017年6月　在イラク日本国大使館 一等書記官
- 2019年4月　在イラク日本国大使館 参事官
- 2019年11月　大臣官房人事課人事企画官
- 2022年11月　マラウイ国駐箚 特命全権大使